# واچاگان (رود)
رود واچاگان (ارمنی: Վաչագան; انگلیسی: Vachagan) یک رود در جنوب استان سیونیک ارمنستان است. این رود ۵ کیلومتر دارد و در امتداد شهر کاپان جریان دارد. این رود شاخه‌ای از رود وُغجی است و سرچشمه آن در لبه کوه خوستوپ در رشته‌کوه سیونیک است. حوضه آبخیز این رود ۳۵ کیلومتر مربع است